# Петко Добчев
Петко Добчев е български историк, библиограф.

## Биография
Петко Добчев е роден в Първомай през 1955 година. Основното си образование завършва в родния си град. През 1973 г. завършва с отличен успех Техникума по индустриална химия „Асен Златарев“ в Димитровград. За кратко работи като химик-технолог в Нефтохимическия комбинат в Бургас.
През 1978 г. завършва история в Софийския държавен университет с втора специалност философия. Научните му интереси са в областта на новата българска история, историята на международните отношения, историята на философията и архивистиката. През 1986 завършва библиотекознание в Софийския университет. От 1978 г. работи като библиотекар в Софийската адвокатска колегия. През 1984 г. е назначен за библиотекар в Българска академия на науките, а от 1992 г. е главен експерт библиотекар в Министерство на правосъдието. Създател на постоянната експозиция в Министерство на правосъдието, съдържаща портрети и информация за всички министри от създаването на министерството до момента. Негово дело е и постоянната експозиция в Софийската адвокатска колегия, отразяваща всички нейни председатели.
Предмет на научната работа на Петко Добчев представлява изследването на българското право и българските правни институции. Съвместната му работа със забележителния български адвокат Даниела Доковска, която е научен редактор на неговите книги, довежда до създаването на редица фундаментални изследвания в областта на българската правна история.
С ранната смърт на Петко Добчев България губи най-големия си познавач на историята на правните институции. Като признание за неговия принос в изследването на историята на българската адвокатура, със свое решение № 199 от 2008 г. Висшият адвокатски съвет решава библиотеката на съвета да носи името на Петко Добчев. През 2009 г. Петко Добчев e награден посмъртно с най-високото отличие на Министерство на правосъдието – огърлие с грамота.

## Избрана библиография

### Книги
- „Българската адвокатура 1978 – 2000” С.: Сиби, 2003. – 632 с.
- „Българската адвокатура: Нормативни актове 1878 – 2000” С.: Сиби, 2004 – 370 с. (спечелила наградата на асоциация „Българската книга“ през 2005 г. за оригиналност и качество на изданието)
- „125 години Министерство на правосъдието 1879 – 2004” С.: Сиби, 2004 – 239 с.
- „Върховният касационен съд: 1880 – 2005” С.: Сиби, 2005 – 422 с.
- „Софийската адвокатска колегия: 1878 – 2005” С.: Сиби, 2005 – 266 с.
- „Еврейски имена в българската юридическа наука” С.: Фенея, 2006 – 227 с.
- „Несъстоятелност” С.: Център за обучение на адвокати „Кръстю Цончев“, 2007 – 86 с.
- „Върховният административен съд: 1913 – 2006” С.: „ПИОР“ и „Средец-АД“, 2007 – 512 с.
- „130 години Министерство на правосъдието 1879 – 2009” С.: Сиби, 2009 – 264 с.
- „Антиеврейското законодателство и неговото преодоляване (1942 – 1945)” С.: Фенея, 2010 – 328 с.
- „Висш адвокатски съвет 1925 – 2010. Юбилеен алманах” С.: Висш адвокатски съвет, 2012 – 438 с.

### Подбрани статии
- Никола Ив. Саранов. Опит за портрет. Библиография. // Правна трибуна, бр. 4. 2002 г.
- Антиеврейско законодателство в България в годините на Втората световна война, обнародвано в „Държавен вестник“. // Адвокатски преглед, бр. 3-4. 2007 г.